# Oberjosbach

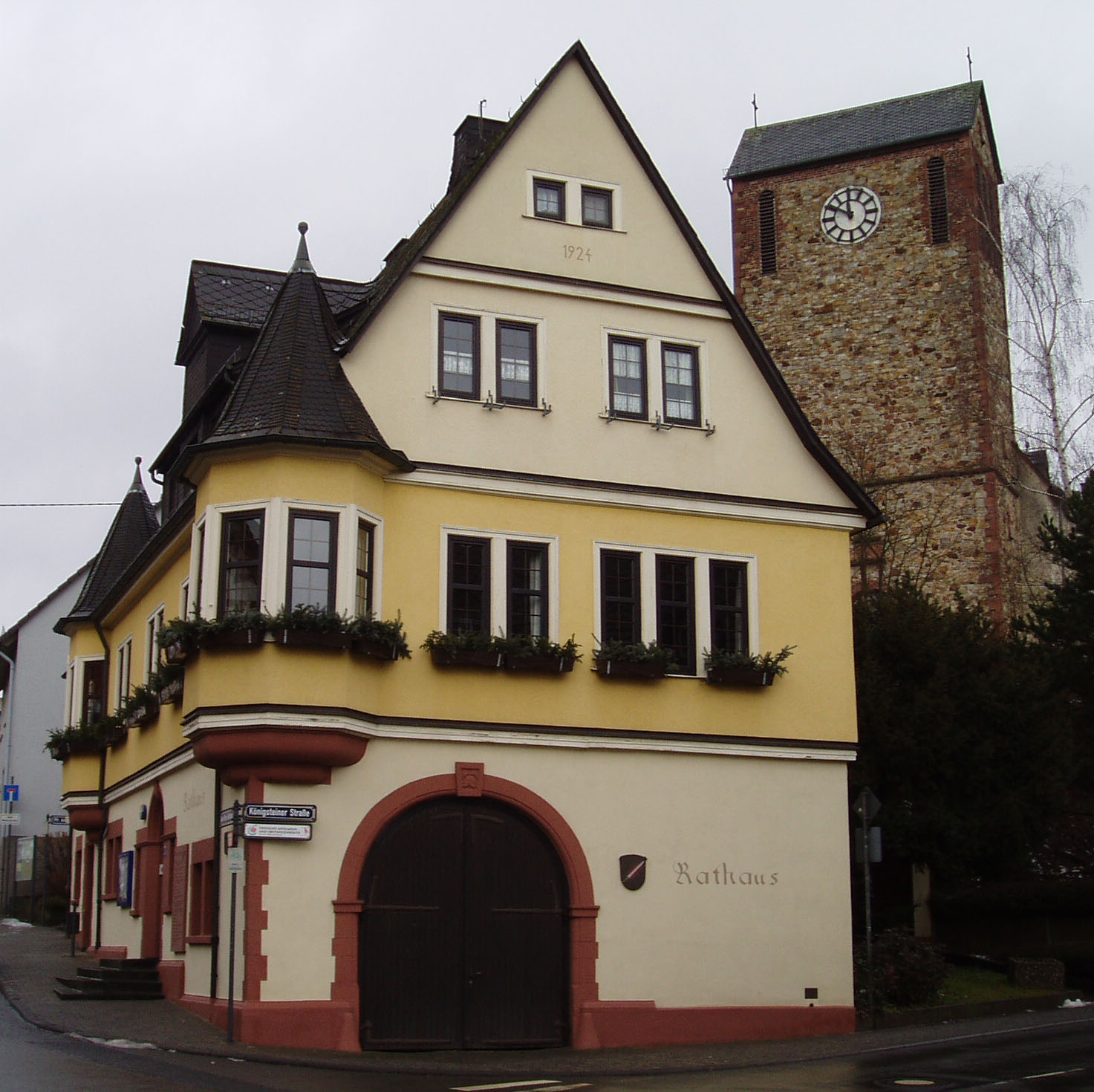
Rathaus

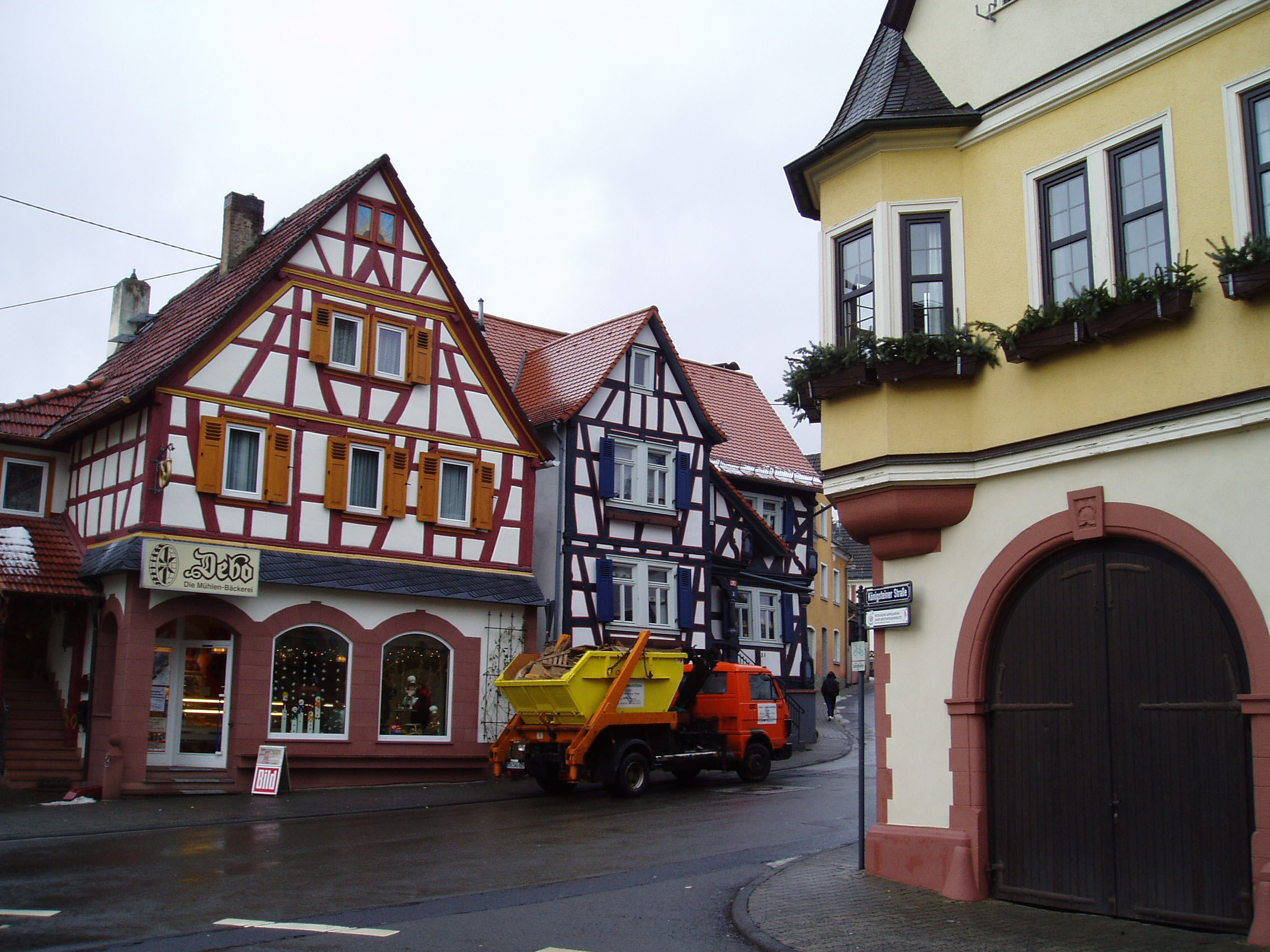
Fachwerk in Oberjosbach

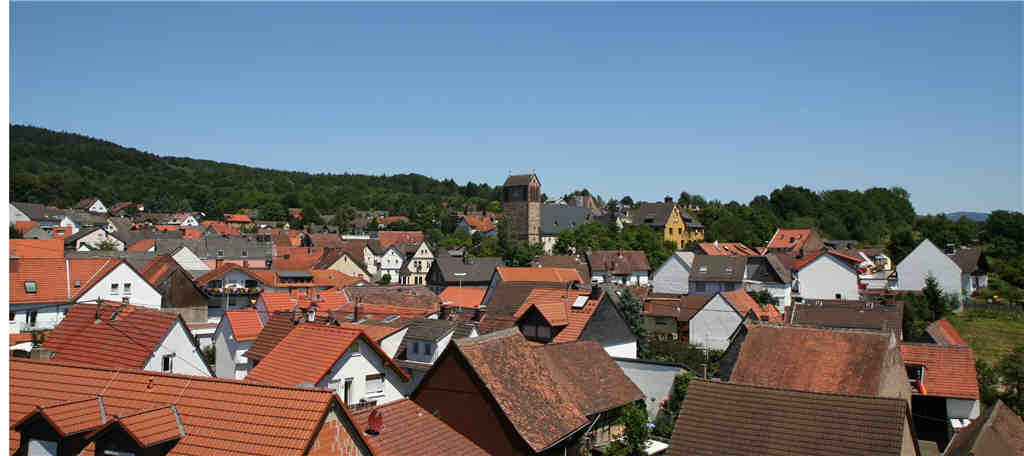
Oberjosbach 2006

Oberjosbach  ist seit 1977 ein Ortsteil der Gemeinde Niedernhausen im südhessischen Rheingau-Taunus-Kreis.

## Geographie
Oberjosbach liegt am Ostrand des Naturparks Rhein-Taunus am Fuß des Berges Nickel. Mit rund 2000 Einwohnern ist es der zweitgrößte Ortsteil von Niedernhausen.

## Geschichte
Die älteste bekannte schriftliche Erwähnung von Oberjosbach erfolgte im Jahr 1196 unter dem Namen Gosbach um Urkundenbuch des Erzbistums Mainz. Der Erzbischof von Mainz übertrug der Gemeinde Gospach das Recht, wegen der „Zunahme an Bevölkerung und Besitztum“ eine eigene katholische Pfarrkirche (St. Michael) zu errichten.
Im Jahr 1797 mussten französische Truppen im Gefolge der Koalitionskriege versorgt werden. Die Einwohner von Oberjosbach klagten über bittere Armut. Bei einem Freudenfeuer anlässlich des Sieges über Napoleon I. brannten im Jahr 1813 auf dem Schäfersberg 15 Hektar Wald ab. Im Jahr 1843 hatte Oberjosbach 386 Einwohner; davon war einer evangelisch. Nach preußischem Friedhofsrecht wurde 1867 ein neuer Friedhof eingerichtet, der bis heute besteht. Oberjosbach bekam 1904 eine Wasserversorgungsleitung und 1907 elektrische Beleuchtung. 1924 wurde das Rathaus mit Backstube („Backes“) fertiggestellt. Im Jahr 1944 wurde die Kirche St. Michael durch Kriegseinwirkung zerstört. 1973 wurde das Gemeinschaftszentrum mit Feuerwehrhaus gebaut.

### Hessische Gebietsreform
Am 1. Januar 1977 wurden die bisher selbständigen Gemeinden Niedernhausen, Engenhahn, Niederseelbach, Oberseelbach und Oberjosbach durch Landesgesetz zur neuen Großgemeinde Niedernhausen zusammengeschlossen. Gleichzeitig wurde die Gemeinde Teil des zum selben Datum neu gegründeten Rheingau-Taunus-Kreis mit der Kreisstadt Bad Schwalbach. Zuvor gehörte Niedernhausen zum Main-Taunus-Kreis, Oberjosbach und die anderen Ortsteile zum Untertaunuskreis. Für Oberjosbach wurde, wie für die anderen Ortsteile, ein Ortsbezirk mit Ortsbeirat und Ortsvorsteher gebildet. Sitz der Gemeindeverwaltung blieb Niedernhausen.

### Bevölkerung
Quelle: Historisches Ortslexikon
Einwohnerentwicklung
- 1581: 29 Hausgesesse
- 1586: 31 Häuser
- 1592: 29 Häuser
- 1612: 23 Häuser
- 1626: 21 Häuser
- 1648: 8 Häuser
- 1668: 16 Häuser mit 80 Einwohnern
- 1699: 28 Häuser

| Oberjosbach: Einwohnerzahlen von 1700 bis 2017 | Oberjosbach: Einwohnerzahlen von 1700 bis 2017 | Oberjosbach: Einwohnerzahlen von 1700 bis 2017 | Oberjosbach: Einwohnerzahlen von 1700 bis 2017 | Oberjosbach: Einwohnerzahlen von 1700 bis 2017 |
| --- | ---------------------------------------------- | ---------------------------------------------- | ---------------------------------------------- | ---------------------------------------------- |
| Jahr |                                                |                                                |                                                | Einwohner                                      |
| 1700 | 1700                                           |                                                | 174                                            | 174                                            |
| 1725 | 1725                                           |                                                | 142                                            | 142                                            |
| 1750 | 1750                                           |                                                | 270                                            | 270                                            |
| 1790 | 1790                                           |                                                | ?                                              | ?                                              |
| 1817 | 1817                                           |                                                | 301                                            | 301                                            |
| 1834 | 1834                                           |                                                | 367                                            | 367                                            |
| 1840 | 1840                                           |                                                | 378                                            | 378                                            |
| 1846 | 1846                                           |                                                | 391                                            | 391                                            |
| 1852 | 1852                                           |                                                | 372                                            | 372                                            |
| 1858 | 1858                                           |                                                | 366                                            | 366                                            |
| 1864 | 1864                                           |                                                | 433                                            | 433                                            |
| 1871 | 1871                                           |                                                | 383                                            | 383                                            |
| 1875 | 1875                                           |                                                | 398                                            | 398                                            |
| 1885 | 1885                                           |                                                | 389                                            | 389                                            |
| 1895 | 1895                                           |                                                | 401                                            | 401                                            |
| 1905 | 1905                                           |                                                | 416                                            | 416                                            |
| 1910 | 1910                                           |                                                | 438                                            | 438                                            |
| 1925 | 1925                                           |                                                | 470                                            | 470                                            |
| 1939 | 1939                                           |                                                | 471                                            | 471                                            |
| 1946 | 1946                                           |                                                | 700                                            | 700                                            |
| 1950 | 1950                                           |                                                | 723                                            | 723                                            |
| 1956 | 1956                                           |                                                | 693                                            | 693                                            |
| 1961 | 1961                                           |                                                | 687                                            | 687                                            |
| 1967 | 1967                                           |                                                | 1.040                                          | 1.040                                          |
| 1970 | 1970                                           |                                                | 1.094                                          | 1.094                                          |
| 1980 | 1980                                           |                                                | ?                                              | ?                                              |
| 1990 | 1990                                           |                                                | ?                                              | ?                                              |
| 2000 | 2000                                           |                                                | ?                                              | ?                                              |
| 2011 | 2011                                           |                                                | 1.899                                          | 1.899                                          |
| 2017 | 2017                                           |                                                | 1.913                                          | 1.913                                          |
| Datenquelle: Historisches Gemeindeverzeichnis für Hessen: Die Bevölkerung der Gemeinden 1834 bis 1967. Wiesbaden: Hessisches Statistisches Landesamt, 1968. Weitere Quellen: ; Zensus 2011 |                                                |                                                |                                                |                                                |

Historische Religionszugehörigkeit
| • 1885: | sieben evangelische (= 1,80 %), 382 katholische (= 98,20 %) Einwohner |
| • 1961: | 97 evangelische (= 14,12 %), 289 katholische (= 85,15 %) Einwohner    |

## Wappen und Flagge
Am 28. Dezember 1970 wurde der Gemeinde Oberjosbach im damaligen Untertaunuskreis ein Wappen mit folgender Blasonierung verliehen: In Silber ein schräglinks gestelltes rotes Flammenschwert. Eine Flagge mit dem Gemeindewappen wurde am 25. Mai 1971 genehmigt.

## Kultur und Sehenswürdigkeiten

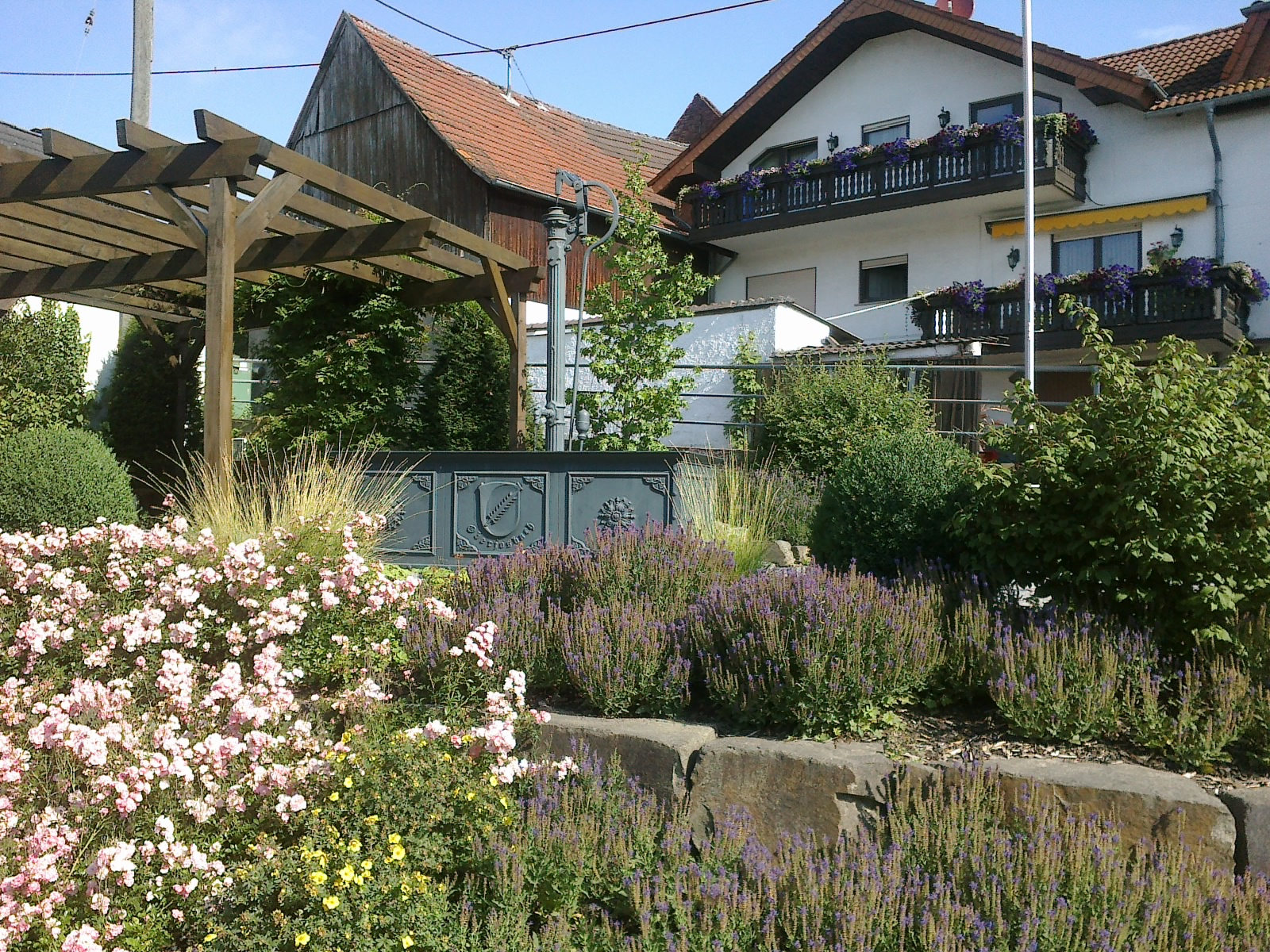
Brunnen

Für die Kulturdenkmäler des Ortes siehe Liste der Kulturdenkmäler in Oberjosbach.
Neun Vereine, z. B. die Turngemeinde 1899 Oberjosbach, die Kerbegesellschaft Veilchenblau Oberjosbach und die Theaterfreunde mit ihren regelmäßigen Vorstellungen, sorgen für kulturelle Vielfalt.
Der „Förderverein 800 Jahre Oberjosbach“ veröffentlicht verschiedene Bücher, zur Apfelwein-Route, Geschichten aus Oberjosbach, und druckt die vierteljährlich erscheinende Zeitschrift zur Dorferneuerung. Außerdem beteiligt sich der Verein am Naturschutz und organisiert verschiedene Veranstaltungen und Feste mit.
Durch eine Spende des Hessentages und durch privates Engagement wurde 2003 die Wiedererrichtung des alten Dorfbrunnens von Anwohnern finanziert und in Eigenleistung aufgestellt. Die mit Mitteln der Dorferneuerung durchgeführte Sanierung des Alten Rathauses konnte 2017 abgeschlossen werden. Im Alten Rathaus sind heute u. a. ein Sitzungsraum für den Ortsbeirat und ein Raum für private Feierlichkeiten („Wiegeraum“) untergebracht.
Die Katholische Pfarrgemeinde St. Martin Idsteiner Land feiert regelmäßig Gottesdienste in der St. Michaels-Kirche Oberjosbach.
Der Gemeinde-Kindergarten ist seit 1980 in der „Alten Schule“ untergebracht. Die Kindergartenkinder werden dort in drei Gruppen betreut und mit lokalen Bräuchen, z. B. der über die Dorfgrenze bekannten „Gusbacher Fassenacht“ und der „Gusbacher Kerb“, vertraut gemacht.
Die Bürgerstiftung Oberjosbach, die unter anderem Denkmalschutz, Denkmalpflege, Heimatpflege und bürgerschaftliches Engagement in Oberjosbach fördert, übernimmt das alte Spritzenhaus und betreibt seit 2012 dessen Sanierung.
Nördlich des Ortes wurde der zum Naturdenkmal Hohler Stein führende „Geo-Erlebnispfad Oberjosbach“ angelegt. Weiterhin gibt es zahlreiche Rundwanderwege, wie zum Beispiel der Waldinfo-Pfad oder der alle Niedernhausener Ortsteile verbindende Bembel-Weg.

## Wirtschaft und Infrastruktur

### Lokale Versorgung
Das Bildungszentrum Oberjosbach (Seminarzentrum vor allem für Arbeitnehmervertreter im Nahrungs- und Gastgewerbe) mit 120 Betten, ein Frisör, eine Bäckereifiliale sowie drei gastronomische Betriebe sind die wesentlichen Arbeitgeber des Ortes.
Die Freiwillige Feuerwehr Oberjosbach sorgt für den Brandschutz und die allgemeine Hilfe.
Die privat betriebene Oberjosbacher Apfelwein-Kelter ist nur saisonal aktiv, hat jedoch ein großes Einzugsgebiet.
Im ehemaligen Rathaus befindet sich der „Backes“. Bei diesem Dorfbackofen kann man selbst gebackenes Brot erwerben.

### Verkehr
Oberjosbach liegt an der Landesstraße L 3027, die von Ehlhalten im Osten zum Kernort Niedernhausen im Westen führt. In der Ortsmitte zweigt von dieser Hauptzufahrtsstraße die Kreisstraße K 721 als Niederjosbacher Straße nach Süden ab.
Oberjosbach hat eine direkte Busverbindung nach Wiesbaden mit der Linie 22. Diese verkehrt seit 1968.